# 蘭氏副矛鰭石首魚
蘭氏副矛鰭石首魚為輻鰭魚綱鱸形目鱸亞目石首魚科的其中一種，分布東南太平洋區，從厄瓜多至秘魯海域，棲息深度可達60公尺，體細長而側扁，背部略微隆起，吻端突出，口小，下巴無觸鬚，身體均勻褐色至暗灰色;側面有4個非常明顯的縱向條紋，腹鰭黑色，其餘各鰭暗色，體長可達40公分，棲息在岩石底質海域，可做為食用魚。